# Evergestis marocana
Evergestis marocana is een vlinder uit de familie grasmotten (Crambidae). De wetenschappelijke naam is voor het eerst gepubliceerd in 1956 door Daniel Lucas.

## Verspreiding
De soort komt voor in Frankrijk, Portugal, Spanje en Marokko.

## Waardplanten
In Huelva (Spanje) is vastgesteld dat de rups op de bladeren leeft van Iberis ciliata ssp. welwitschii.